# Friedrich Georg Weitsch

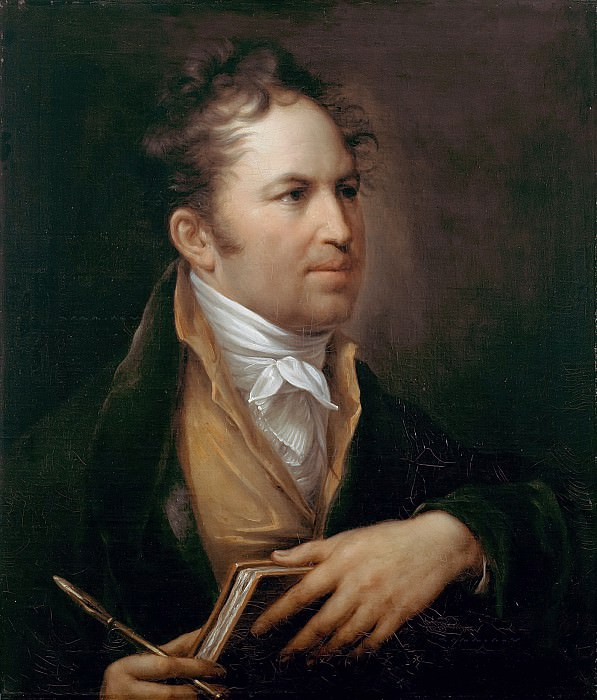
Weitsch, Selbstportrait von 1814

Friedrich Georg Weitsch (* 8. August 1758 in Braunschweig; † 30. Mai 1828 in Berlin) war ein deutscher Maler und Radierer.

## Leben
Er begann seine Ausbildung als Maler bei seinem Vater Pascha Johann Friedrich Weitsch und setzte diese seit 1776 bei H. W. Tischbein in Kassel fort. Einer Tätigkeit bei der Braunschweiger Lackwarenmanufaktur Stobwasser folgte 1783 eine Fortsetzung der Ausbildung an der Düsseldorfer Akademie. Dort war Lambert Krahe sein Lehrer.

### Braunschweigischer Hofmaler
Weitsch hielt sich von 1784 bis 1787 in Amsterdam und in Italien auf, wo er unter anderem Rom, Neapel und Florenz besuchte, und wurde nach seiner Rückkehr von Herzog Karl Wilhelm Ferdinand zum braunschweigischen Hofmaler ernannt. Er schuf im Auftrag des Herzogs Kopien von Porträts in der Gemäldegalerie Schloss Salzdahlum und porträtierte Mitglieder der Herzogsfamilie, den Hofprediger Abt Jerusalem sowie seinen Vater.

### Akademierektor und Königlicher Hofmaler in Berlin
Weitsch wurde 1794 Mitglied der Berliner Kunstakademie und nahm in Berlin 1795 seinen Wohnsitz. Als Nachfolger des 1797 verstorbenen Bernhard Rode lehrte er Historienmalerei an der Akademie und wurde 1798 Rektor der Einrichtung. Im selben Jahr erfolgte die Ernennung zum Königlichen Hofmaler.
Weitsch starb 1828 in Berlin. Er war seit 1794 mit Christiane Elisabeth Schröder verheiratet. Die Ehe blieb kinderlos.

### Mitgliedschaften
1816 wurde er korrespondierendes Mitglied der Königlich Niederländischen Akademie der Wissenschaften (damals Koninklijk Instituut).

### Werke
Sein Werk umfasst Landschaftsdarstellungen, historische und religiöse Themen, vor allem aber Bildnisse fürstlicher und bürgerlicher Auftraggeber. Weitschs Porträtkunst ist beeinflusst von Anton Graff. Werke von Weitsch befinden sich im Besitz des Städtischen Museums Braunschweig, des Braunschweigischen Landesmuseums und des Herzog Anton Ulrich-Museums.
Gemälde (Auswahl)
- Das Opferfest des Krodo, 1798, Akademie der Künste, Berlin
- Selbstbildnis mit seiner Ehefrau, um 1800, Städtisches Museum Braunschweig
- Bildnis Alexander von Humboldts, 1806, Alte Nationalgalerie Berlin
- Humboldt und Aime Bonpland am Fuß des Vulkans Chimborazo, 1810

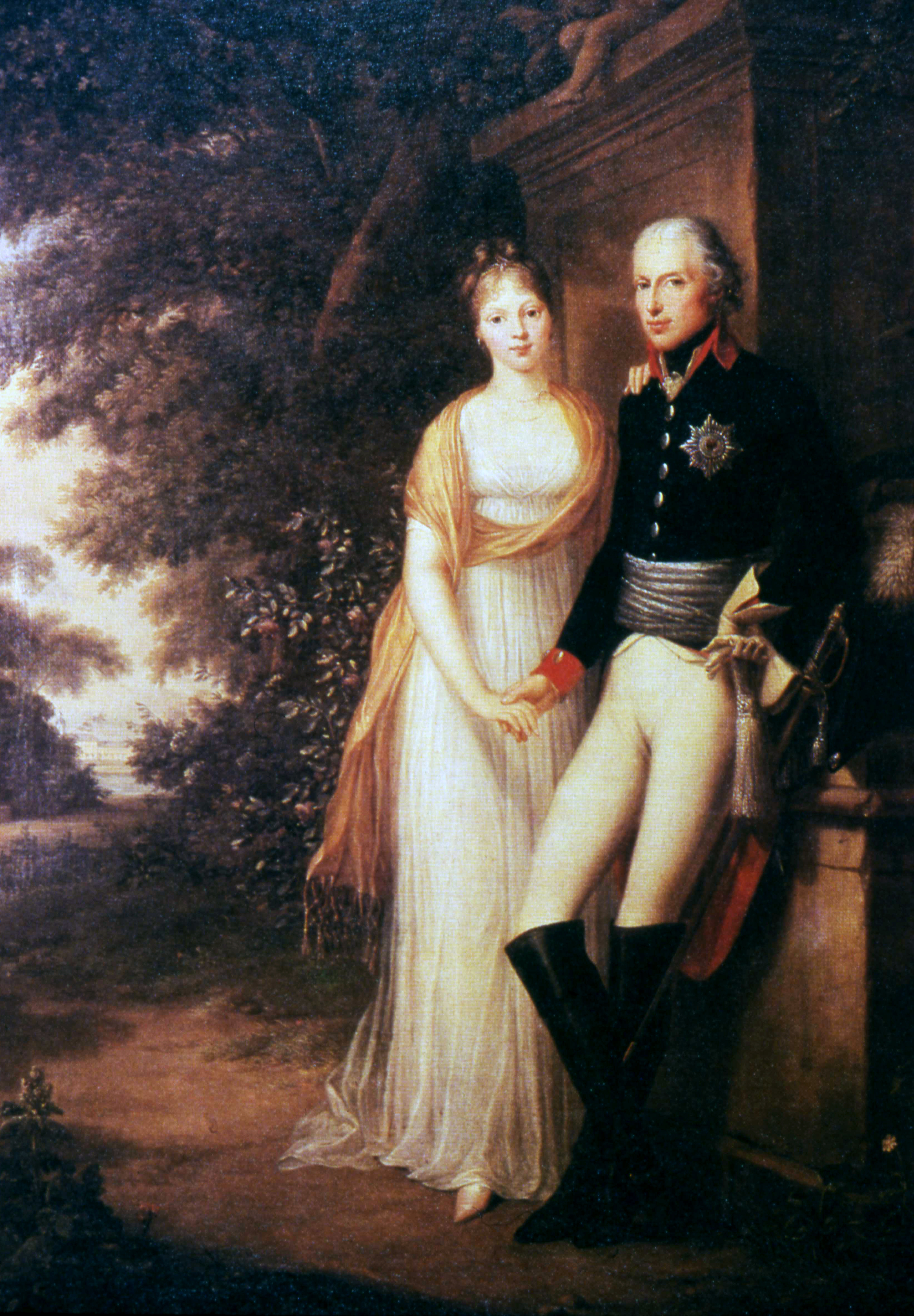
Friedrich Wilhelm III. mit Königin Luise im Park von Schloss Charlottenburg (1799)
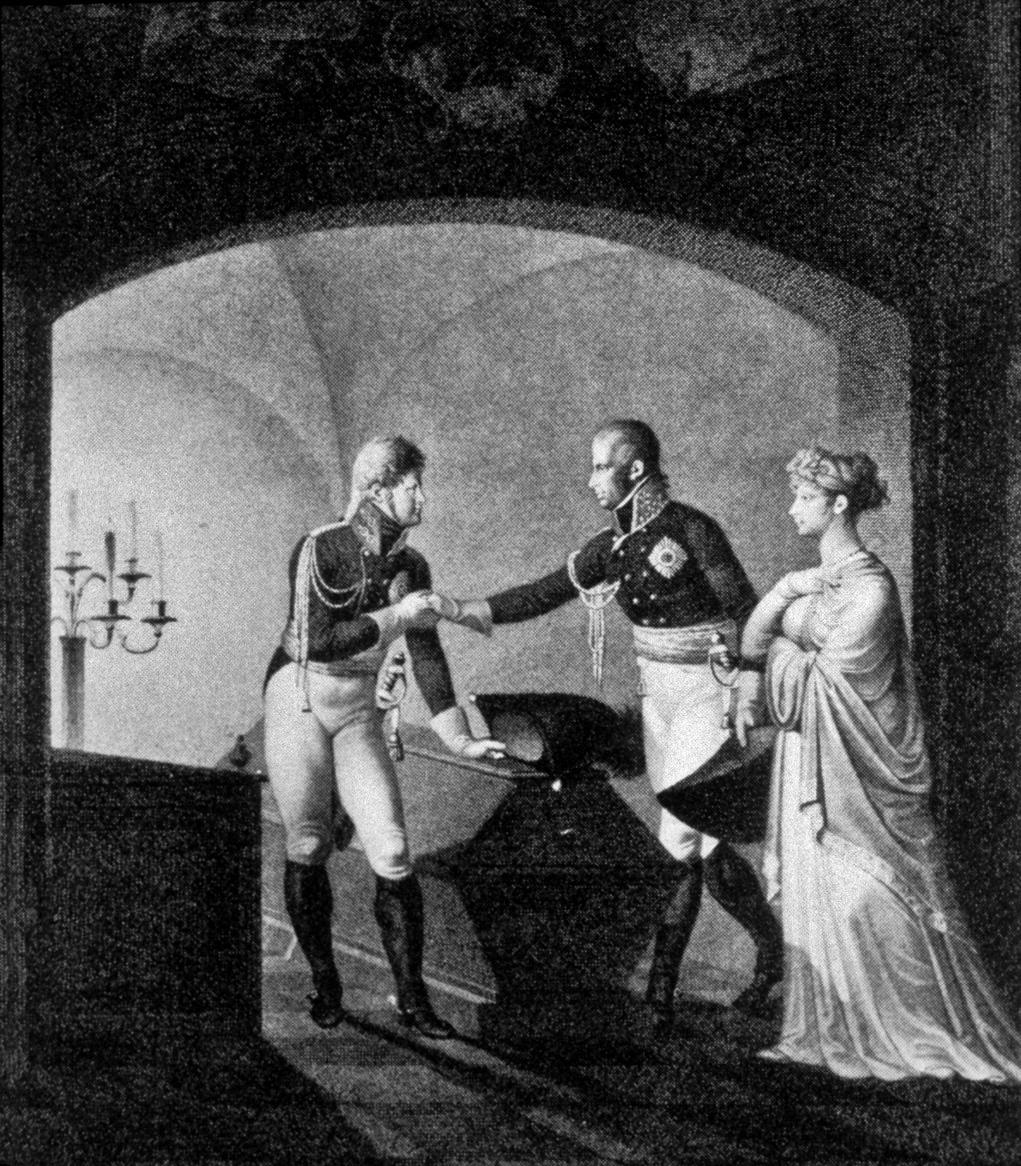
Friedrich Wilhelm III. mit Königin Luise und Alexander am Sarg Friedrichs II. (1806)
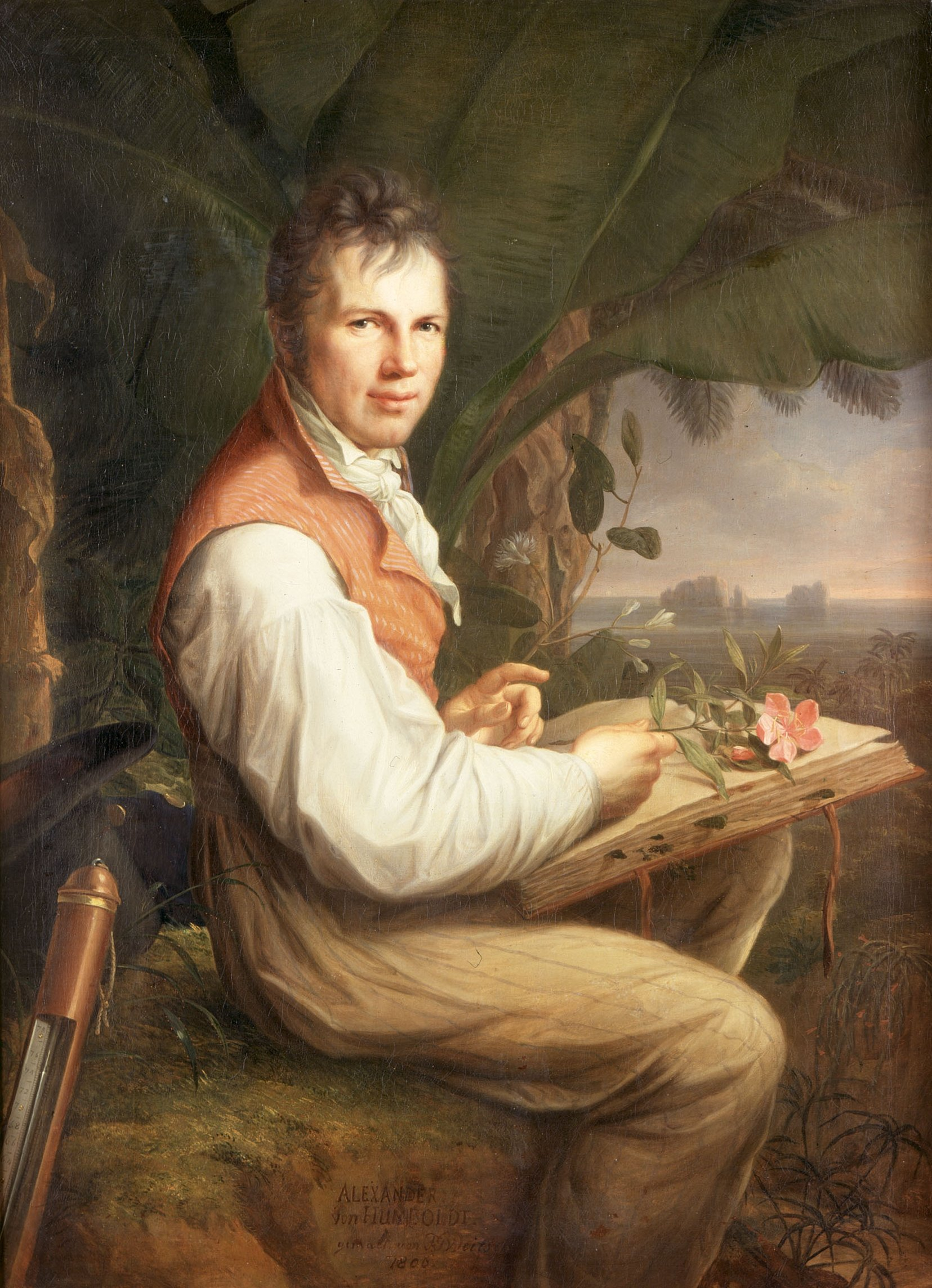
Alexander von Humboldt (1806)
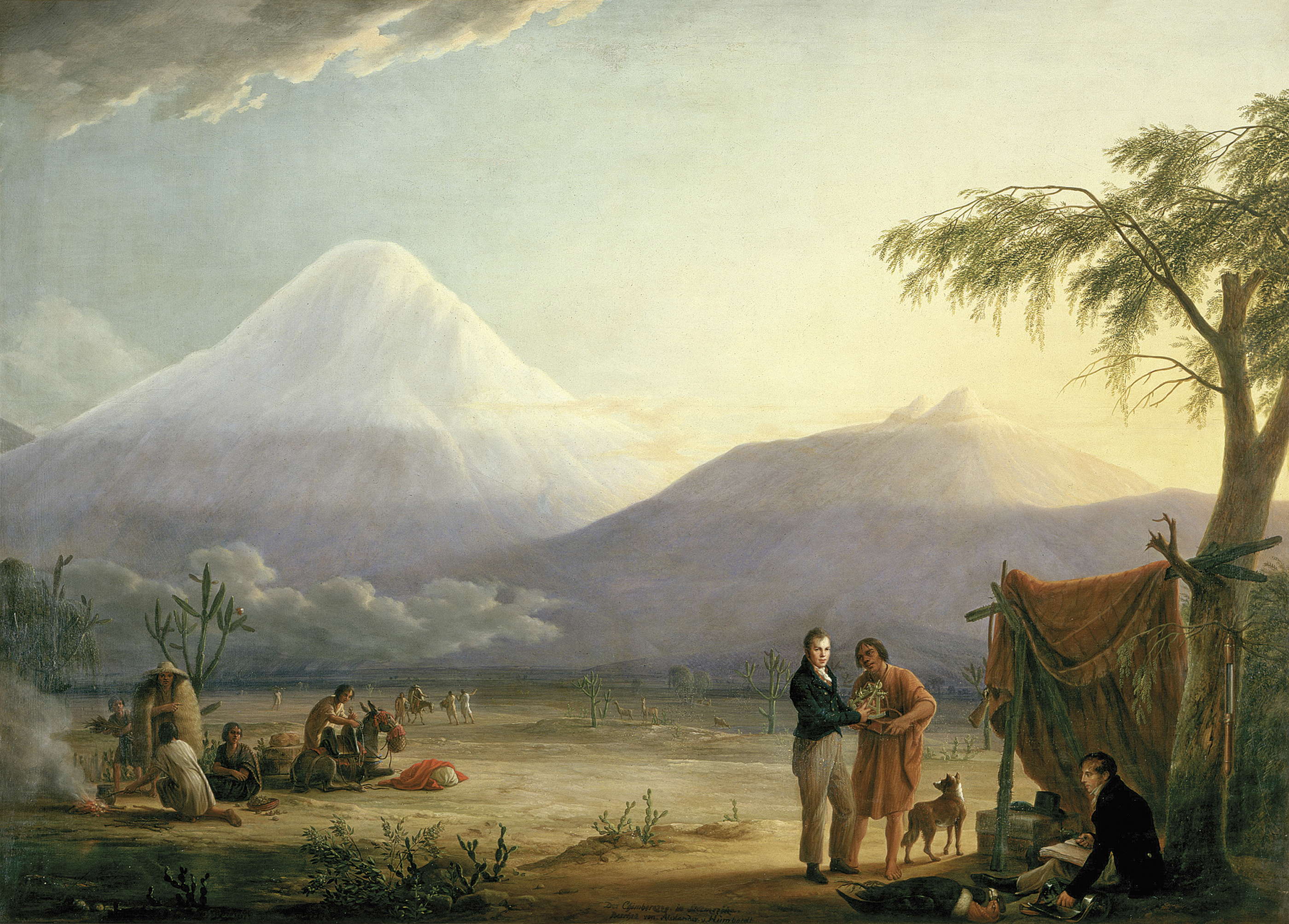
Humboldt und Aime Bonpland am Fuß des Chimborazo (1810)
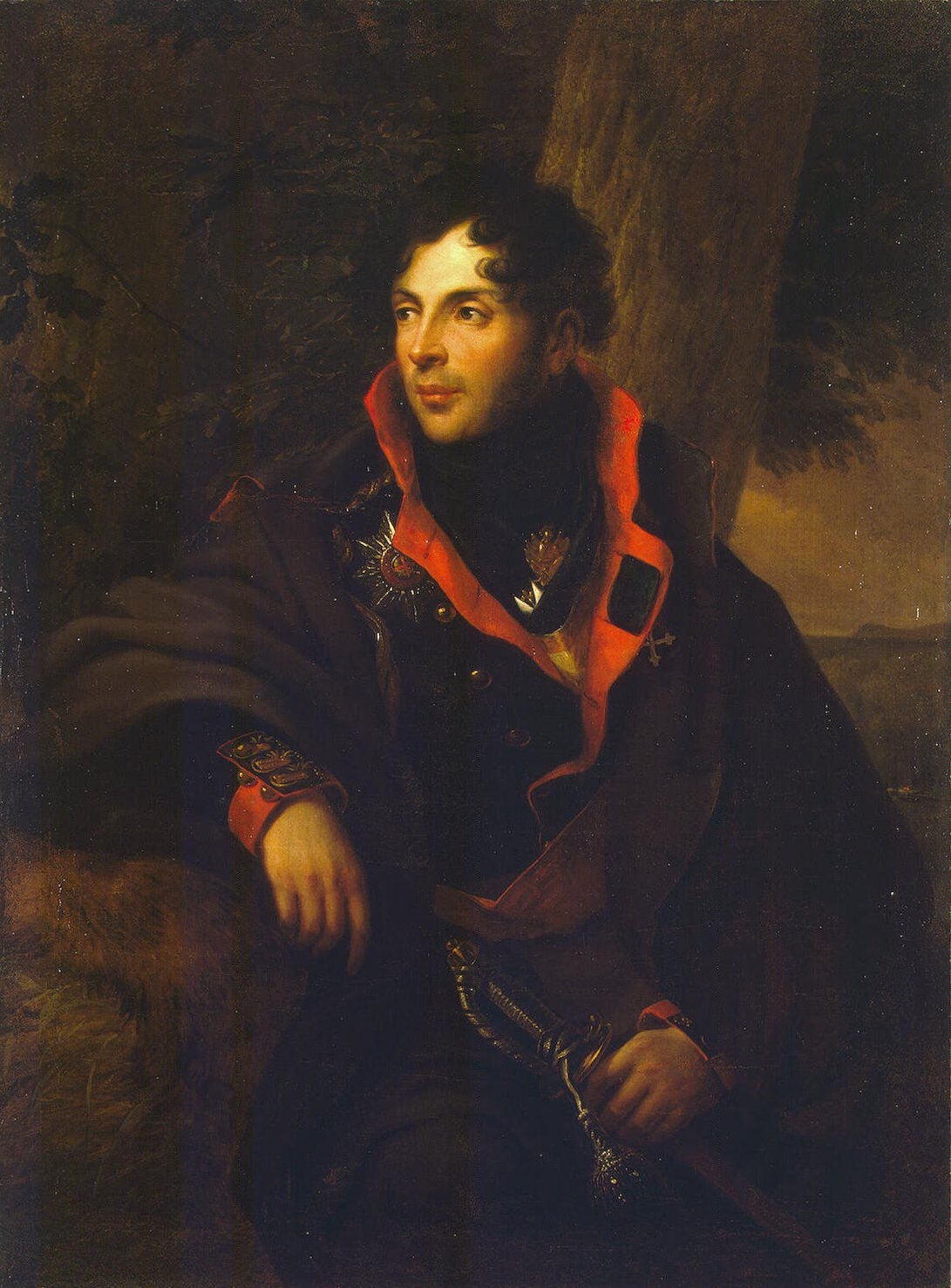
Nikolai Kamenski (1810)
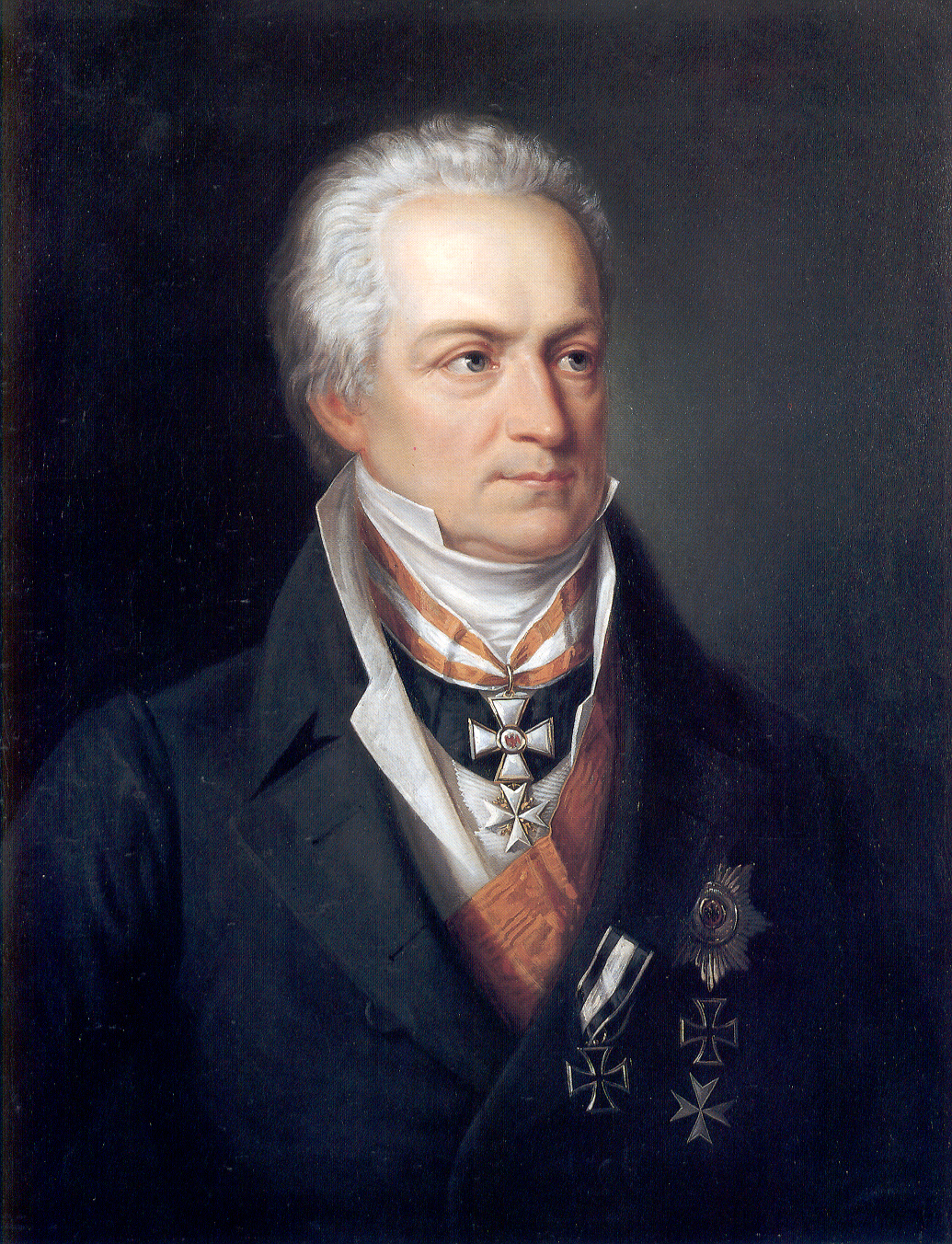
Karl August von Hardenberg (1822)